# Zaiceari, Sliven
Zaiceari (în bulgară Зайчари) este un sat în comuna Sliven, regiunea Sliven,  Bulgaria. 

## Demografie
Componența etnică a satului Zaiceari
     Bulgari (63,63%)
     Romi (34,09%)
     Nicio identificare (2,27%)
     Altele (0%)
La recensământul din 2011, populația satului Zaiceari era de 44 locuitori. Din punct de vedere etnic, majoritatea locuitorilor (63,63%) erau bulgari, cu o minoritate de romi (34,09%). Pentru 2,27% din locuitori nu este cunoscută apartenența etnică.